# Red Fraction
Red Faction è il primo singolo della cantante J-pop nipponica Mell. È stato prodotto dalla I've Sound con etichetta della Geneon Entertainment. È stata la sua canzone di maggior successo, tanto da essere usata nella intro dell'anime Black Lagoon.

## Tracce
1. Red Fraction
2. Red Fraction (strumentale)
3. Red Fraction (G.M.S remix)